# Oflag VII-A Murnau

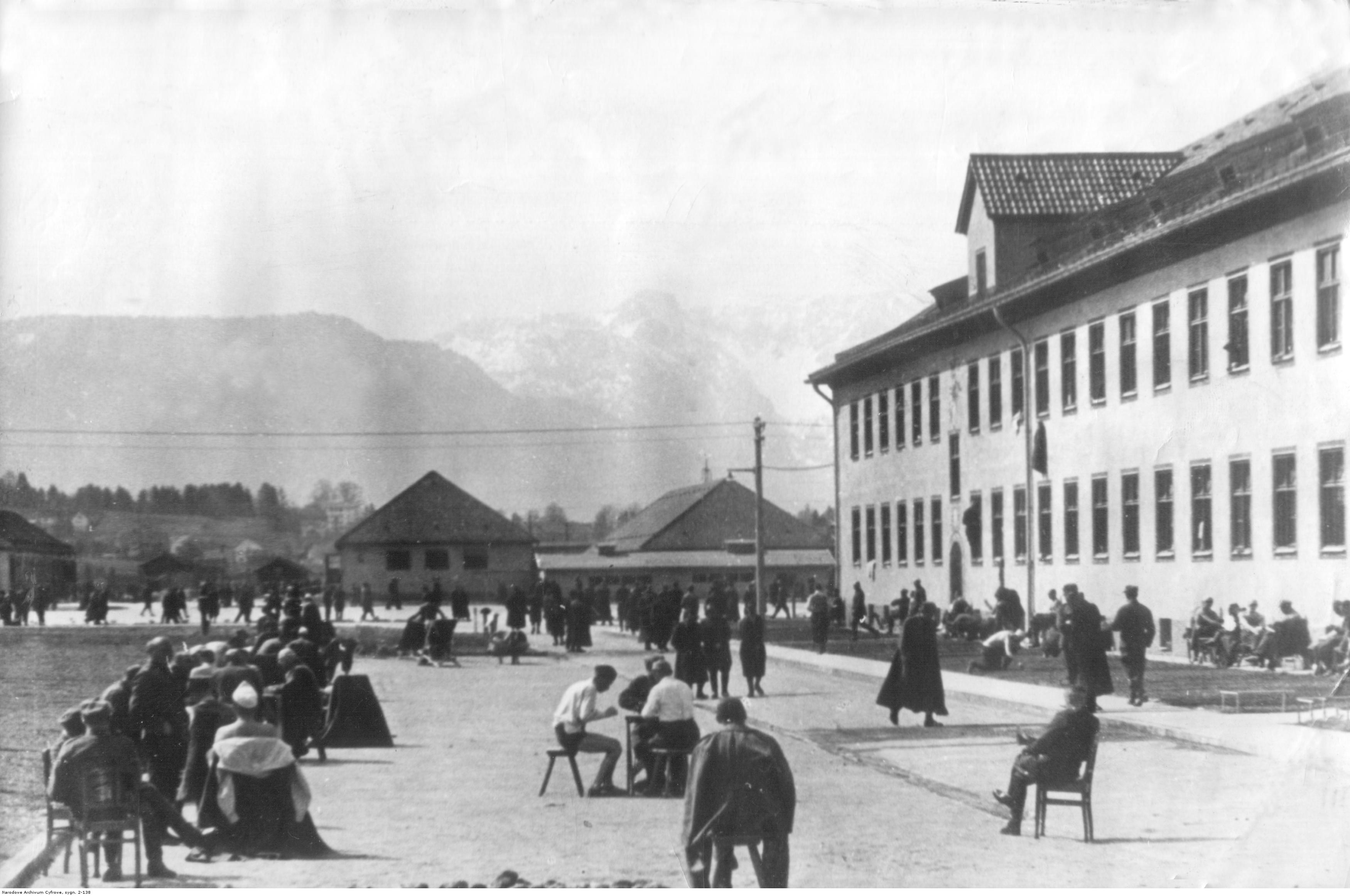
Le terrain de l'Oflag VII A Murnau. Visibles, entre autres prisonniers jouant aux cartes. A droite, une partie du bâtiment de commandement.

Oflag VII-A Murnau était un camp allemand de prisonniers pour les officiers (oflag) de l'armée polonaise durant la Seconde Guerre mondiale. Il était situé à Murnau am Staffelsee en Haute-Bavière, au pied des Alpes.
Le camp fut créé en 1939. Il consistait en des baraquements dans un carré de 200 mètres sur 200 entourés de barbelés et de tours de garde. Immédiatement après l'invasion allemande de la Pologne et le déclenchement de la Seconde Guerre mondiale en septembre 1939, près de 1 000 officiers polonais y furent internés. Le 27 avril 1942, des prisonniers de guerre polonais supplémentaires y furent transférés depuis le dénommé camp général Oflag VIII-E de Johannisbrunn en Silésie tchécoslovaque. 
Après l'échec du soulèvement de Varsovie et l'opération Orage, de nouveaux prisonniers y furent transférés de Pologne.  Au début de 1945, le nombre de prisonniers détenus à l'Oflag VII-A dépassait les 5 000. Le camp fut libéré par les Américains en avril 1945.
Parmi les prisonniers notables on remarque l'amiral Józef Unrug et les généraux Władysław Bortnowski, Wiktor Thommée, Tadeusz Kutrzeba, Tadeusz Piskor et Juliusz Rómmel.